# Berville-la-Campagne
Berville-la-Campagne es una localidad y comuna francesa situada en la región de Normandía, departamento de Eure, en el distrito de Bernay y cantón de Beaumont-le-Roger.

## Demografía
| 136 | 117 | 152 | 147 | 131 | 113 |
| Para los censos de 1962 a 1999 la población legal corresponde a la población sin duplicidades (Fuente: INSEE [Consultar]) |     |     |     |     |     |

## Lugares de interés
Iglesia de Notre Dame de Fátima del siglo XX contiene una estatua de Notre Dame de Fátima ofrecida por Pío XII y vidrieras de Decorchemont.